# I Remember Me (singolo)
I Remember Me è un singolo della cantante e attrice statunitense Jennifer Hudson, pubblicato nel 2011 ed estratto dall'album omonimo I Remember Me.
La canzone è stata coscritta da Jennifer Hudson e Ryan Tedder e prodotta da quest'ultimo.

## Tracce
- Download digitale

1. I Remember Me (Radio Mix) - 3:34